# Fraktal
 Der er for få eller ingen kildehenvisninger i denne artikel, hvilket er et problem. Du kan hjælpe ved at angive troværdige kilder til de påstande, som fremføres i artiklen.

En fraktal er et matematisk objekt, som har mindst et af følgende karaktertræk:
- Den har detaljer på vilkårligt små skalaer.
- Den er for irregulær til at blive beskrevet i traditionelle geometriske termer. Dvs. den har en ikke heltallig dimension.
- Den er eksakt eller statistisk selv-similær.
- Dens Hausdorff- eller box-counting-dimension er fraktionel og højere end dens topologiske dimension.
- Den er defineret som værende rekursiv.

## Eksempler på fraktaler
- Mellem 1 og 2 dimensioner – "krøllet linje":
  - Visse kystlinjer (f.eks. Norges) er fraktale. Jo mere detaljeret man måler kystlinjen jo længere er den. Kilde: matematiksider, fraktal Arkiveret 12. december 2003 hos  Wayback Machine.
  - Et lyn er fraktalt.
- Mellem 2 og 3 dimensioner – "krøllet overflade":
  - Overfladen i "aktivt" kuls fraktale porer.
  - Turbulens
  - Skyer

## Fraktaltyper
- Mandelbrotmængden
- Juliamængden
- Sierpinski trekant
- Mandelbulb – en 3D analogi til Mandelbrotmængden
- Mengers svamp - 3D-fraktal, konstrueret i 1927